# Kaylee Bryant
Kaylee Bryant (* 1. November 1997 in Malibu, Kalifornien als Kaylee Kaneshiro) ist eine US-amerikanische Schauspielerin, die 2014 in dem Indie-Thriller Mary Loss of Soul als Titelfigur auftrat. Nach Auftritten als Teenager-Schauspielerin in der Disney-Channel-Originalserie, darunter Kickin' It als Carrie/Tori, wurde sie bekannt. Im Jahre 2018 bekam sie bei dem Vampire-Diaries-Spin-off Legacies eine der Hauptrollen als Josie Saltzman diese spielte sie bis 2021.

## Leben
Kaylee Bryant, die aus Malibu stammt – ihr Vater lebt auf Hawaii –, verbrachte einen Teil ihrer Kindheit in Las Vegas, bevor sie mit ihrer Mutter und ihrem älteren Bruder Kane (* 27. Oktober 1995) im Alter von etwa neun Jahren nach Los Angeles zog. Bereits im Alter von 8 Jahren begann sie mit der Schauspielerei. Zuvor arbeitete sie als Model und nahm bis zu ihrem zehnten Lebensjahr an Printkampagnen von Ralph Lauren teil. 2016 begann sie in der ABC-Familienserie The Real O'Neals als wiederkehrende Figur Lacey aufzutreten. Sie hatte auch Auftritte in Criminal Minds und American Horror Story. Im Jahr 2016 spielte sie als fiktive Tochter von Jason Lee und Alyssa Milano im Fernsehfilm What Goes Around Comes Around. Kaylee verließ Legacies in der neunten Folge der vierten Staffel. 

## Filmografie (Auswahl)
- 2012–2014: Karate-Chaoten (Kickin’ It, Fernsehserie, 3 Episoden)
- 2013: Hund mit Blog (Dog with a Blog, Fernsehserie, 2 Episoden)
- 2013: A.N.T.: Achtung Natur-Talente (A.N.T. Farm, Fernsehserie, Episode 3x05)
- 2013: Don’t Look (Kurzfilm)
- 2014: Zugzwang (Kurzfilm)
- 2014: Mary Loss of Soul
- 2014: Party Slashers (Kurzfilm)
- 2015: Newsreaders (Fernsehserie, Episode 2x09)
- 2015: Backstrom (Fernsehserie, Episode 1x05)
- 2015: Double Daddy
- 2015: Chasing Life (Fernsehserie, 2 Episoden)
- 2016: The Real O’Neals (Fernsehserie, 3 Episoden)
- 2016: Birthday Bluff (Kurzfilm)
- 2016: Criminal Minds (Fernsehserie, Episode 12x05)
- 2016: What Goes Around Comes Around (Fernsehfilm)
- 2017: Speechless (Fernsehserie, Episode 2x09)
- 2017–2018: Santa Clarita Diet (Fernsehserie, 3 Episoden)
- 2018–2021: Legacies (Fernsehserie, 56 Folgen)
- 2022: The Journey Ahead (Fernsehfilm)
- 2023: The Locksmith